# Assyria Liberation Party
Assyria Liberation Party (syriska: Gabo D'Furqono D'Othur) är ett assyriskt politiskt i Irak som kämpar för ett självständigt Assyrien, en stat för assyrier.